# Mochtar Lubis

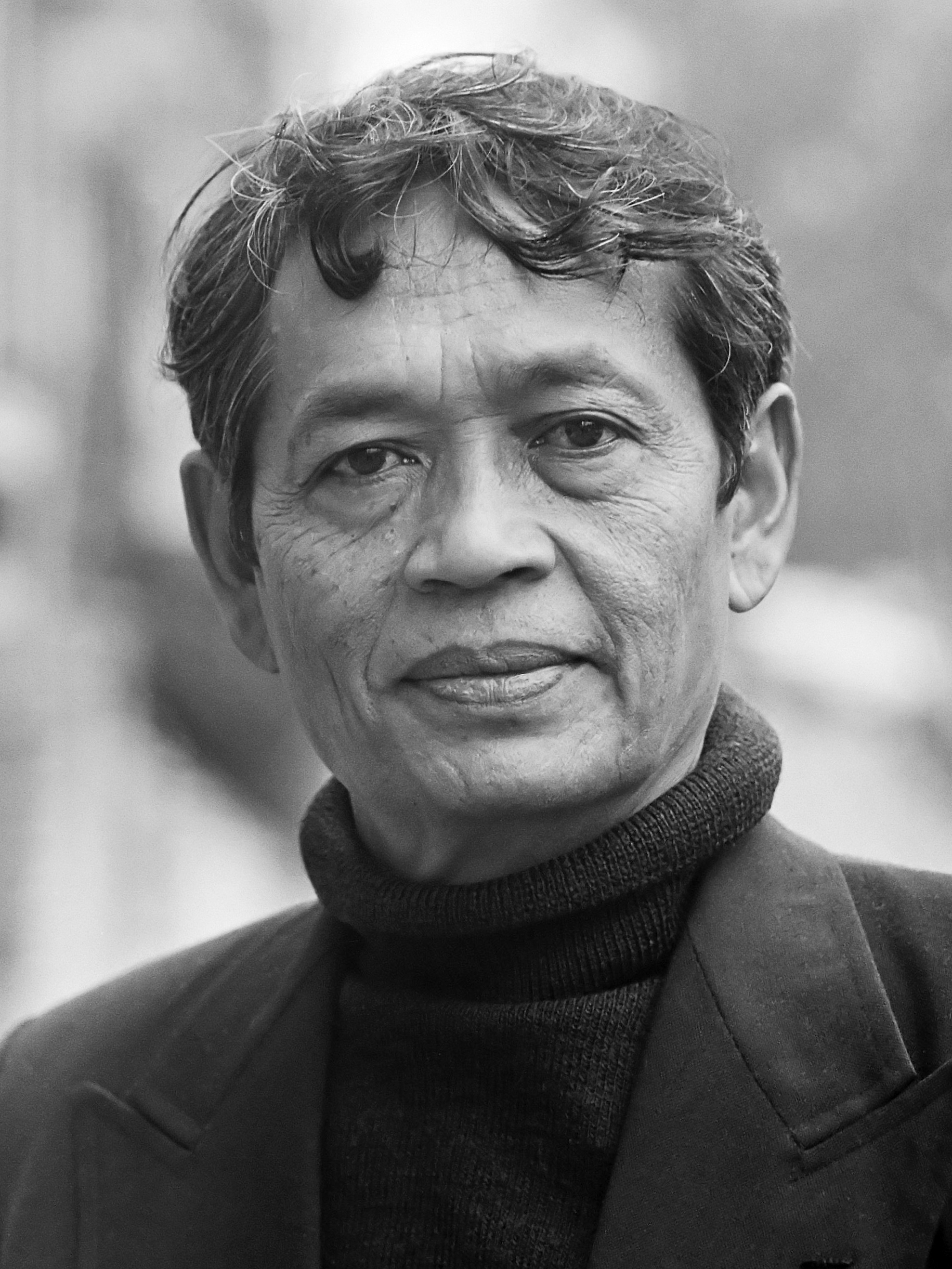
Mochtar Lubis (1979)

Mochtar Lubis (sinh ngày 7.3.1922 tại Padang; từ trần ngày 2.7.2004 ở Jakarta) là nhà báo, nhà văn người Indonesia thuộc sắc tộc Batak. Ông đã sáng lập và làm chủ bút báo "Indonesia Raya".
Quyển tiểu thuyết "Senja di Jakarta" (Twilight trong tiếng Anh) là tiểu thuyết bằng tiếng Indonesia đầu tiên được dịch sang tiếng Anh. Ông là người chỉ trích Sukarno và bị Sukarno cầm tù.

## Giải thưởng
- 1958: Giải Ramon Magsaysay cho Báo chí, Văn học và Nghệ thuật Truyền thông sáng tạo (chung với Robert Dick)[2]
- 1967: Giải Bút vàng Tự do